# Sysselmannsgården
Sysselmannsgården är en byggnad i området Skjæringa i Longyearbyen i Svalbard, som ligger på bergssidan över Sjøområdet vid Adventfjorden, norr om stadens centrum. 
Den första Sysselmannsgården byggdes 1934 av den övervintrande sysselmannsfullmäktige Helge Ingstad. Den var en envåningsbyggnad med två små uthus och en hundgård. Av uthusen står ett kvar idag efter det att Tyskland brände ned Sysselmannsgården 1943. Den nuvarande Sysselmannsgården ritades av Eindride Slaatto som residens och kontor för Sysselmannen på Svalbard. Den ligger på bergssidan omkring 500 meter över havet. Den ligger nära den senare uppförda Administrationsbyggnaden för Sysselmannen på Svalbard. 
Huvudbyggnaden är byggd i trä i två våningar med sadeltak och rödmålad. Angränsande torn i tre våningar har en vitfärgad putsad fasad.